# 紫果槭
紫果槭（学名：Acer cordatum）是无患子科槭属的植物，为中国的特有植物。分布于中国大陆的四川、贵州、福建、安徽、浙江、广西、江西、湖南、湖北、广东等地，生长于海拔500米至1,200米的地区，多生长在山谷疏林中，目前尚未由人工引种栽培。

## 别名
紫槭（中国树木分类学报）

## 变种
- Acer cordatum Pax var. jinggangshanense Z. X. Yu
- Acer cordatum Pax var. microcordattum Metc.
- Acer cordatum Pax var. subtrinervium (Metc.) Fang